# Carlos Bernard
Pour les articles homonymes, voir Bernard.
Carlos Bernard est un acteur né le 12 octobre 1962 à Evanston, dans l'Illinois.

## Biographie
Carlos est d'origine polonaise du côté de son père et espagnole du côté de sa mère, il grandit à Evanston, en banlieue de Chicago avant de rejoindre le conservatoire de théâtre de San Francisco en Californie d'où il sort diplômé. Il apparaît pour la première fois à l'écran sous la houlette du réalisateur Evan Crooke dans The Killing Jar (1996).
Il enchaîne ensuite les seconds rôles dans des séries (FX, effets spéciaux, Les Dessous de Palm Beach, Walker, Texas Ranger) et des téléfilms (Babylon 5, 1999). Le succès arrive en 2001 avec 24 heures chrono où il interprète l'agent Tony Almeida de la Cellule Anti-Terroriste aux côtés de Kiefer Sutherland.
Dernièrement il joue dans l'épisode 15 de la saison 3 de Burn Notice.

## Filmographie

### Acteur

#### Cinéma
- 1997 : The Killing Jar : Chajén
- 2001 : Vegas, City of Dreams : Chico Escovedo
- 2008 : Alien Raiders : Aaron Ritter
- 2010 : Angel Camouflaged : Jude Stevens

#### Courts-métrages
- 2000 : Mars and Beyond
- 2000 : The Colonel's Last Flight
- 2010 : The Blue Wall

#### Télévision

##### Séries télévisées
- 1996 : F/X, effets spéciaux : Roberto Vega
- 1997 : Les Dessous de Palm Beach : Blake Babcock
- 1997 : NightMan : Parker's Henchman
- 1997 : Sunset Beach : Orderly
- 1999 : Les Feux de l'amour : Rafael Delgado / Rafael
- 2001 : Walker, Texas Ranger : Raoul 'Skull' Hidalgo
- 2001-2009 : 24 Heures chrono : Tony Almeida
- 2006 : Magnitude 10,5 : L'Apocalypse : Dr. Miguel Garcia
- 2010 : Burn Notice : Gabriel
- 2010 : Full Nelson
- 2010 : Scoundrels : Sergeant Mack
- 2011 : Charlie's Angels : Nestor Rodrigo / Pajaro
- 2011-2012 : Les Experts : Miami : Diego Navarro
- 2012 : Hawaii 5-0 : Chris Channing
- 2012-2013 : Dallas : Vicente Cano
- 2013 : Castle : Jared Stack
- 2014 : Major Crimes : Pete Sims
- 2014 : Motive : Kurt Taylor
- 2015 : Madam Secretary : Manuel Barzan
- 2015-2017 : The Inspectors (en) : Henry Wainwright
- 2017 : 24 Heures : Legacy : Tony Almeida
- 2017 : Supergirl : Oscar Rodas
- 2019 : The Orville : Capitaine Marcos
- 2022 : La Défense Lincoln (The Lincoln Lawyer)

##### Téléfilms
- 1998 : Men in White : Alien
- 1999 : Babylon 5: L'appel aux armes : Communications
- 2007 : Nurses : Dr. Richmond
- 2012 : Ghost Storm : Hal Miller
- 2015 : Lavalantula : Interrogator

### Réalisateur

#### Courts-métrages
- 2012 : Your Father's Daughter

#### Télévision

##### Séries télévisées
- 2015-2017 : The Inspectors (en)
- 2016-2017 : Hawaii 5-0
- 2017 : Esprits criminels
- 2017 : MacGyver

### Producteur

#### Courts-métrages
- 2012 : Your Father's Daughter

### Scénariste

#### Courts-métrages
- 2012 : Your Father's Daughter